# Mirkovce
Mirkovce (em húngaro: Mérk) é um município da Eslováquia, situado no distrito de Prešov, na região de Prešov. Tem 9,55 quilômetros quadrados de área e sua população em 2018 foi estimada em 1.346 habitantes.

## Demografia
| Ano:        | 1994 | 2004    | 2014    | 2024    |
| ----------- | ---- | ------- | ------- | ------- |
| Broj ljudi: | 798  | 1030    | 1274    | 1451    |
| Razlika:    |      | +29,07% | +23,68% | +13,89% |

| Ano:               | 2023 | 2024   |
| ------------------ | ---- | ------ |
| Número de pessoas: | 1431 | 1451   |
| Diferença:         |      | +1,39% |